# The 2000-Year-Old Virgin
The 2000-Year-Old Virgin é o sexto episódio da décima terceira temporada da série de televisão norte-americana Family Guy, sendo exibido originalmente na noite de 7 de dezembro de 2014 pela Fox Broadcasting Company (FOX) nos Estados Unidos. O título é uma paródia do filme The 40-Year-Old Virgin.

## Enredo
Depois que Peter encontra Jesus no shopping, ele fica chocado ao saber que Jesus nunca teve relações sexuais. Determinado a obter isso, Peter pede a ajuda de Cleveland, Joe e Quagmire; assim Jesus pode perder a virgindade no seu aniversário de número 2.000.

## Recepção

### Audiência
O episódio foi visto em sua exibição original por 4,44 milhões de telespectadores, recebendo uma quota de 2,3/6 na demográfica de idades 18-49. O show foi o segundo mais visto da FOX naquela noite, sendo superado apenas pelo episódio de The Simpsons, I Won't Be Home for Christmas, que foi visto por 6,52 milhões de pessoas.

### Crítica
Katrina Tulloch, da Entertainment Weekly elogiou a variedade de piadas no início do episódio, que zombou de praças de alimentação, camisas havaianas e dos espectadores da série em idade universitária. Ela classificou a piada que fala que Jesus de que o vinho era o seu sangue como a melhor do episódio.
O TheBlaze's Billy Hallowell observou que a reação dos fãs no Twitter para o episódio de Jesus variou de altamente positivo para altamente negativo: enquanto alguns usuários apreciado a comédia e foram surpreendidos com a oposição a ele, outros acharam-no preguiçoso ou criticaram o que consideravam injusto o retrato de Jesus, em comparação com outras divindades.
Brent Bozell III, do Media Research Center foi fortemente crítico do episódio, dizendo que "McFarlane(sic), o ateu liberal por trás de "Family Guy", parece estar se sentindo especialmente rancoroso neste Natal, vai acima e para além do habitual sacrilégio... "Family Guy" é conhecida por constantemente cruzar as linhas com vulgaridade e blasfêmia, mas, até agora, este último episódio de "Natal" leva o bolo para a maior blasfêmia e a maior vulgaridade".
Outra organização fundada por Bozell, o Parents Television Council, com o nome do episódio como "o pior da semana", dizendo: "Uma vez, a televisão americana deu aos telespectadores uma programação como A Charlie Brown Christmas, que respeitava a fé dos cristãos e ainda forneceu uma experiência divertida para pessoas de outras religiões, ou sem nenhuma fé. Em contrapartida, a indústria do "entretenimento" de hoje dá aos espectadores de Seth MacFarlane como totalmente ofensiva ao posto de Jesus.